# لنور کافی
لنور کافی (انگلیسی: Lenore Coffee؛ ۱۳ ژوئیهٔ ۱۸۹۶ – ۲ ژوئیهٔ ۱۹۸۴) یک فیلم‌نامه‌نویس و نمایش‌نامه‌نویس اهل ایالات متحده آمریکا بود.

## بخشی از فیلم‌شناسی
- نان (۱۹۲۴)
- شیکاگو (۱۹۲۷)
- آرسن لوپن (۱۹۳۲)
- پرچم‌های سفید (۱۹۳۸)
- چهار دختر (۱۹۳۸)
- پسرم، پسرم! (۱۹۴۰)
- دروغ بزرگ (۱۹۴۱)
- ترس ناگهانی (۱۹۵۲)